# Bristol Rovers Football Club 2018-2019
Questa pagina raccoglie i dati riguardanti il Bristol Rovers Football Club nelle competizioni ufficiali della stagione 2018-2019.

## Rosa
| N. |                        | Ruolo | Calciatore              |
| -- | ---------------------- | ----- | ----------------------- |
| 31 | Francia (bandiera)     | P     | Alexis André            |
| 13 | Irlanda (bandiera)     | P     | Jack Bonham             |
| 1  | Inghilterra (bandiera) | P     | Sam Slocombe            |
| 21 | Inghilterra (bandiera) | P     | Adam Smith              |
| 52 | Inghilterra (bandiera) | D     | Jordan Alawode-Williams |
| 15 | Inghilterra (bandiera) | D     | James Clarke            |
| 5  | Inghilterra (bandiera) | D     | Tony Craig              |
| 3  | Inghilterra (bandiera) | D     | Tareiq Holmes-Dennis    |
| 28 | Scozia (bandiera)      | D     | Michael Kelly           |
| 30 | Inghilterra (bandiera) | D     | Alfie Kilgour           |
| 2  | Inghilterra (bandiera) | D     | Daniel Leadbitter       |
| 4  | Galles (bandiera)      | D     | Tom Lockyer             |
| 22 | Galles (bandiera)      | D     | Joe Partington          |
| 8  | Inghilterra (bandiera) | C     | Ollie Clarke            |
| 39 | Inghilterra (bandiera) | C     | Cameron Hargreaves      |
| 35 | Inghilterra (bandiera) | C     | Connor Jones            |
| 34 | Inghilterra (bandiera) | C     | Lewis Leigh-Gilchrist   |

| N. |                        | Ruolo | Calciatore           |
| -- | ---------------------- | ----- | -------------------- |
| 14 | Inghilterra (bandiera) | C     | Chris Lines          |
| 26 | Inghilterra (bandiera) | C     | Sam Matthews         |
| 25 | Inghilterra (bandiera) | C     | Abu Ogogo            |
| 32 | Inghilterra (bandiera) | C     | Luke Russe           |
| 7  | Inghilterra (bandiera) | C     | Liam Sercombe        |
| 24 | Inghilterra (bandiera) | C     | Stuart Sinclair      |
| 50 | Galles (bandiera)      | C     | James Spruce         |
| 6  | Inghilterra (bandiera) | C     | Ed Upson             |
|    | Inghilterra (bandiera) | C     | Theo Widdrington     |
| 19 | Inghilterra (bandiera) | A     | Jonson Clarke-Harris |
| 17 | Scozia (bandiera)      | A     | Alex Jakubiak        |
| 51 | Inghilterra (bandiera) | A     | Rhys Kavanagh        |
| 11 | Inghilterra (bandiera) | A     | Bernard Mensah       |
| 43 | Inghilterra (bandiera) | A     | Deon Moore           |
| 10 | Inghilterra (bandiera) | A     | Tom Nichols          |
| 20 | Scozia (bandiera)      | A     | Gavin Reilly         |
| 33 | Inghilterra (bandiera) | A     | Alex Rodman          |

## Organigramma societario
Area tecnica
- Allenatore: Graham Coughlan
- Allenatore in seconda: Marcus Stewart
- Preparatore dei portieri: Stuart Naylor
- Preparatori atletici:

## Risultati

### League One

#### Girone di andata
| Arbitro: | Busby |

|                      |           |             |
| Godden 1’ O'Hara 26’ | Marcatori | 90’ Lockyer |

| Arbitro: | Kinseley |

|           |           |                    |
| Payne 83’ | Marcatori | 6’, 89’ McConville |

| Arbitro: | Johnson |

|             |           |                     |
| Kashket 82’ | Marcatori | 4’ Clarke 20’ Craig |

| Arbitro: | Salisbury |

|                  |           |                      |
| Lines 76’ (rig.) | Marcatori | 32’ Evans 87’ Curtis |

| Arbitro: | Joyce |

|  |           |            |
|  | Marcatori | 40’ Hopper |

| Arbitro: | Coggins |

|                       |           |                  |
| Leadbitter 73’ (aut.) | Marcatori | 53’ (rig.) Payne |

| Bristol 8 settembre 2018, ore 13:30 WEST 7ª giornata | Bristol Rovers | 0 – 0 referto | Plymouth | Memorial Stadium (9 006 spett.)\| Arbitro: \| Salisbury \| |
| Arbitro:                                             | Salisbury      |               |          |                                                            |

| Arbitro: | Lewis |

|             |           |  |
| Shinnie 62’ | Marcatori |  |

| Arbitro: | Bramall |

|                                  |           |          |
| Reilly 7’ Lockyer 19’ Clarke 23’ | Marcatori | 44’ Hyam |

| Bradford 29 settembre 2018, ore 15:00 WEST 10ª giornata | Bradford City | 0 – 0 referto | Bristol Rovers | Valley Parade (15 916 spett.)\| Arbitro: \| Yates \| |
| Arbitro:                                                | Yates         |               |                |                                                      |

| Rochdale 2 ottobre 2018, ore 19:45 WEST 11ª giornata | Rochdale | 0 – 0 referto | Bristol Rovers | Spotland Stadium (2 301 spett.)\| Arbitro: \| Donohue \| |
| Arbitro:                                             | Donohue  |               |                |                                                          |

| Arbitro: | Swabey |

|  |           |            |
|  | Marcatori | 90’ Morris |

| Arbitro: | Coy |

|         |           |  |
| Fox 90’ | Marcatori |  |

| Bristol 20 ottobre 2018, ore 15:00 WEST 14ª giornata | Bristol Rovers | 0 – 0 referto | Oxford Utd | Memorial Stadium (8 506 spett.)\| Arbitro: \| Nield \| |
| Arbitro:                                             | Nield          |               |            |                                                        |

| Arbitro: | Woolmer |

|                                  |           |  |
| Upson 35’ Nightingale 53’ (aut.) | Marcatori |  |

| Arbitro: | Backhouse |

|            |           |  |
| Mowatt 11’ | Marcatori |  |

| Arbitro: | Kettle |

|  |           |                           |
|  | Marcatori | 48’, 85’ Clarke 77’ Craig |

| Arbitro: | Collins |

|              |           |                    |
| Sercombe 45’ | Marcatori | 15’ Novak 78’ Lund |

| Arbitro: | Kinseley |

|                              |           |            |
| Ward 10’ Aribo 45’ Grant 90’ | Marcatori | 30’ Martin |

| Arbitro: | Yates |

|              |           |                    |
| Sercombe 87’ | Marcatori | 8’ List 59’ Reilly |

| Arbitro: | Hair |

|  |           |                                         |
|  | Marcatori | 10’ Marquis 43’, 59’ Wilks 54’ Anderson |

| Arbitro: | Bramall |

|                       |           |            |
| Matthews 45’ Maja 49’ | Marcatori | 11’ Rodman |

| Arbitro: | Huxtable |

|                       |           |            |
| Reilly 36’ Clarke 90’ | Marcatori | 28’ Hunter |

#### Girone di ritorno
| Arbitro: | Lewis |

|            |           |                                         |
| Gordon 45’ | Marcatori | 7’ Lockyer 10’ Rodman 52’ Holmes-Dennis |

| Arbitro: | Salisbury |

|  |           |                   |
|  | Marcatori | 15’, 63’ Jakubiak |

| Bristol 1º gennaio 2019, ore 15:00 WET 26ª giornata | Bristol Rovers | 0 – 0 referto | Burton Albion | Memorial Stadium (9 060 spett.)\| Arbitro: \| Oldham \| |
| Arbitro:                                            | Oldham         |               |               |                                                         |

| Accrington 12 gennaio 2019, ore 15:00 WET 28ª giornata | Accrington Stanley | 0 – 0 referto | Bristol Rovers | Wham Stadium (2 246 spett.)\| Arbitro: \| Young \| |
| Arbitro:                                               | Young              |               |                |                                                    |

| Arbitro: | Toner |

|  |           |             |
|  | Marcatori | 57’ Jombati |

| Arbitro: | Collins |

|                              |           |                    |
| Nichols 8’ (rig.) Clarke 43’ | Marcatori | 37’ Toney 90’ Ward |

| Arbitro: | Yates |

|         |           |                         |
| Cox 39’ | Marcatori | 20’ Sercombe 32’ Reilly |

| Arbitro: | Wright |

|            |           |             |
| Rodman 53’ | Marcatori | 36’ Whalley |

| Arbitro: | Hair |

|           |           |                          |
| Bogle 58’ | Marcatori | 37’ (rig.) Clarke-Harris |

| Arbitro: | Linington |

|  |           |                        |
|  | Marcatori | 25’ O'Nien 55’ McGeady |

| Arbitro: | Drysdale |

|                                         |           |  |
| Clarke-Harris 6’, 37’, 68’ Sercombe 90’ | Marcatori |  |

| Arbitro: | Kettle |

|  |           |                   |
|  | Marcatori | 35’ Clarke-Harris |

| Arbitro: | Sarginson |

|  |           |                   |
|  | Marcatori | 57’ Clarke-Harris |

| Bristol 16 marzo 2019, ore 15:00 WET 38ª giornata | Bristol Rovers | 0 – 0 referto | Charlton | Memorial Stadium (8 343 spett.)\| Arbitro: \| Whitestone \| |
| Arbitro:                                          | Whitestone     |               |          |                                                             |

| Arbitro: | East |

|                               |           |                              |
| Lameiras 51’ Craig 75’ (aut.) | Marcatori | 72’ Clarke-Harris 90’ Reilly |

| Arbitro: | Coy |

|                                         |           |                          |
| Coppinger 3’, 12’ Wilks 31’ Sadlier 46’ | Marcatori | 66’ (rig.) Clarke-Harris |

| Arbitro: | Breakspear |

|                   |           |                       |
| Clarke-Harris 45’ | Marcatori | 17’ Collins 39’ Berry |

| Coventry 7 aprile 2019, ore 15:00 WEST 41ª giornata | Coventry City | 0 – 0 referto | Bristol Rovers | Ricoh Arena (12 664 spett.)\| Arbitro: \| Backhouse \| |
| Arbitro:                                            | Backhouse     |               |                |                                                        |

| Arbitro: | Salisbury |

|                                   |           |                                 |
| Clarke-Harris 38’, 90’ Clarke 72’ | Marcatori | 16’ O'Brien 90’ Knight-Percival |

| Arbitro: | Salisbury |

|            |           |            |
| Pigott 22’ | Marcatori | 78’ Clarke |

| Arbitro: | Hicks |

|  |           |              |
|  | Marcatori | 82’ Hamilton |

| Fleetwood 27 aprile 2019, ore 15:00 WEST 45ª giornata | Fleetwood Town | 0 – 0 referto | Bristol Rovers | Highbury Stadium (3 488 spett.)\| Arbitro: \| Gillett \| |
| Arbitro:                                              | Gillett        |               |                |                                                          |

| Arbitro: | Drysdale |

|                 |           |           |
| Rodman 71’, 90’ | Marcatori | 12’ Moore |

### FA Cup
| Arbitro: | Lewis |

|            |           |                  |
| Robson 16’ | Marcatori | 66’ (rig.) Lines |

| Arbitro: | Swabey |

|             |           |                         |
| Nichols 62’ | Marcatori | 75’ Robson 77’ Harrison |

### Coppa di Lega
| Arbitro: | Swabey |

|                        |           |              |
| Bennett 32’ Clarke 84’ | Marcatori | 88’ Connolly |

| Arbitro: | Breakspear |

|                                       |           |           |
| Osayi-Samuel 4’ Wszołek 18’ Smith 64’ | Marcatori | 87’ Upson |

## Statistiche

### Statistiche di squadra
| Competizione  | Punti | In casa | In casa | In casa | In casa | In casa | In casa | In trasferta | In trasferta | In trasferta | In trasferta | In trasferta | In trasferta | Totale | Totale | Totale | Totale | Totale | Totale | DR |
| Competizione  | Punti | G       | V       | N       | P       | Gf      | Gs      | G            | V            | N            | P            | Gf           | Gs           | G      | V      | N      | P      | Gf     | Gs     | DR |
| ------------- | ----- | ------- | ------- | ------- | ------- | ------- | ------- | ------------ | ------------ | ------------ | ------------ | ------------ | ------------ | ------ | ------ | ------ | ------ | ------ | ------ | -- |
| League One    | 54    | 23      | 6       | 6       | 11      | 24      | 28      | 23           | 7            | 9            | 7            | 23           | 22           | 46     | 13     | 15     | 18     | 47     | 50     | -3 |
| FA Cup        | -     | 1       | 0       | 0       | 1       | 1       | 2       | 1            | 0            | 1            | 0            | 1            | 1            | 2      | 0      | 1      | 1      | 2      | 3      | -1 |
| Coppa di Lega | -     | 1       | 1       | 0       | 0       | 2       | 1       | 1            | 0            | 0            | 1            | 1            | 3            | 2      | 1      | 0      | 1      | 3      | 4      | -1 |
| Totale        | -     | 25      | 7       | 6       | 12      | 27      | 31      | 25           | 7            | 10           | 8            | 25           | 26           | 50     | 14     | 16     | 20     | 52     | 57     | -5 |

### Andamento in campionato
| Giornata  | 1  | 2  | 3  | 4  | 5  | 6  | 7  | 8  | 9  | 10 | 11 | 12 | 13 | 14 | 15 | 16 | 17 | 18 | 19 | 20 | 21 | 22 | 23 | 24 | 25 | 26 | 27 | 28 | 29 | 30 | 31 | 32 | 33 | 34 | 35 | 36 | 37 | 38 | 39 | 40 | 41 | 42 | 43 | 44 | 45 | 46 |
| --------- | -- | -- | -- | -- | -- | -- | -- | -- | -- | -- | -- | -- | -- | -- | -- | -- | -- | -- | -- | -- | -- | -- | -- | -- | -- | -- | -- | -- | -- | -- | -- | -- | -- | -- | -- | -- | -- | -- | -- | -- | -- | -- | -- | -- | -- | -- |
| Luogo     | T  | C  | T  | C  | C  | T  | C  | T  | C  | T  | T  | C  | T  | C  | C  | T  | T  | C  | T  | C  | C  | T  | C  | T  | T  | C  | T  | C  | C  | T  | C  | T  | C  | C  | T  | T  | C  | T  | T  | C  | T  | C  | T  | C  | T  | C  |
| Risultato | P  | P  | V  | P  | P  | N  | N  | P  | V  | N  | N  | P  | P  | N  | V  | P  | V  | P  | P  | P  | P  | P  | V  | V  | V  | N  | N  | P  | N  | V  | N  | N  | P  | V  | V  | V  | N  | N  | P  | P  | N  | V  | N  | P  | N  | V  |
| Posizione | 15 | 21 | 16 | 19 | 20 | 21 | 21 | 22 | 17 | 18 | 18 | 21 | 21 | 20 | 19 | 20 | 20 | 21 | 21 | 21 | 21 | 23 | 22 | 20 | 19 | 19 | 21 | 22 | 23 | 23 | 20 | 19 | 20 | 21 | 21 | 19 | 16 | 13 | 15 | 16 | 16 | 14 | 14 | 16 | 16 | 15 |

Legenda:

Luogo: C = Casa; T = Trasferta. Risultato: V = Vittoria; N = Pareggio; P = Sconfitta.

### Statistiche dei giocatori
| Giocatore           | League One | League One | League One  | League One | FA Cup   | FA Cup | FA Cup      | FA Cup     | Coppa di Lega | Coppa di Lega | Coppa di Lega | Coppa di Lega | Totale   | Totale | Totale      | Totale     |
| Giocatore           | Presenze   | Reti       | Ammonizioni | Espulsioni | Presenze | Reti   | Ammonizioni | Espulsioni | Presenze      | Reti          | Ammonizioni   | Espulsioni    | Presenze | Reti   | Ammonizioni | Espulsioni |
| ------------------- | ---------- | ---------- | ----------- | ---------- | -------- | ------ | ----------- | ---------- | ------------- | ------------- | ------------- | ------------- | -------- | ------ | ----------- | ---------- |
| A. André            | -          | -          | -           | -          | -        | -      | -           | -          | -             | -             | -             | -             | -        | -      | -           | -          |
| J. Bonham           | 40         | 0          | 1           | 0          | -        | -      | -           | -          | -             | -             | -             | -             | 40       | 0      | 1           | 0          |
| S. Slocombe         | 2          | 0          | 0           | 0          | -        | -      | -           | -          | -             | -             | -             | -             | 2        | 0      | 0           | 0          |
| A. Smith            | 5          | 0          | 1           | 0          | 2        | 0      | 0           | 0          | 2             | 0             | 1             | 0             | 9        | 0      | 2           | 0          |
| J. Alawode-Williams | -          | -          | -           | -          | -        | -      | -           | -          | -             | -             | -             | -             | -        | -      | -           | -          |
| J. Clarke           | 42         | 2          | 7           | 0          | 2        | 0      | 0           | 0          | 2             | 0             | 0             | 0             | 46       | 2      | 7           | 0          |
| T. Craig            | 46         | 2          | 5           | 0          | 2        | 0      | 0           | 0          | 2             | 0             | 1             | 0             | 50       | 2      | 6           | 0          |
| T. Holmes-Dennis    | 18         | 1          | 2           | 0          | -        | -      | -           | -          | -             | -             | -             | -             | 18       | 1      | 2           | 0          |
| M. Kelly            | 21         | 0          | 6           | 0          | 2        | 0      | 0           | 0          | 1             | 0             | 0             | 0             | 24       | 0      | 6           | 0          |
| A. Kilgour          | 4          | 0          | 0           | 0          | -        | -      | -           | -          | -             | -             | -             | -             | 4        | 0      | 0           | 0          |
| D. Leadbitter       | 11         | 0          | 0           | 0          | 2        | 0      | 0           | 0          | 1             | 0             | 0             | 0             | 14       | 0      | 0           | 0          |
| T. Lockyer          | 40         | 3          | 4           | 0          | 2        | 0      | 1           | 0          | 2             | 0             | 0             | 0             | 44       | 3      | 5           | 0          |
| J. Partington       | 14         | 0          | 4           | 0          | 1        | 0      | 0           | 0          | -             | -             | -             | -             | 15       | 0      | 4           | 0          |
| O. Clarke           | 40         | 6          | 13          | 0          | 2        | 0      | 0           | 0          | 2             | 1             | 1             | 0             | 44       | 7      | 14          | 0          |
| C. Hargreaves       | -          | -          | -           | -          | -        | -      | -           | -          | -             | -             | -             | -             | -        | -      | -           | -          |
| C. Jones            | -          | -          | -           | -          | -        | -      | -           | -          | -             | -             | -             | -             | -        | -      | -           | -          |
| L. Leigh-Gilchrist  | -          | -          | -           | -          | -        | -      | -           | -          | -             | -             | -             | -             | -        | -      | -           | -          |
| C. Lines            | 19         | 1          | 1           | 1          | 1        | 1      | 0           | 0          | 1             | 0             | 0             | 0             | 21       | 2      | 1           | 1          |
| S. Matthews         | 16         | 0          | 0           | 0          | 1        | 0      | 0           | 0          | 2             | 0             | 0             | 0             | 19       | 0      | 0           | 0          |
| A. Ogogo            | 16         | 0          | 4           | 0          | -        | -      | -           | -          | -             | -             | -             | -             | 16       | 0      | 4           | 0          |
| L. Russe            | -          | -          | -           | -          | -        | -      | -           | -          | -             | -             | -             | -             | -        | -      | -           | -          |
| L. Sercombe         | 39         | 4          | 3           | 0          | 2        | 0      | 0           | 0          | 1             | 0             | 0             | 0             | 42       | 4      | 3           | 0          |
| S. Sinclair         | 18         | 0          | 1           | 0          | 1        | 0      | 0           | 1          | -             | -             | -             | -             | 19       | 0      | 1           | 1          |
| J. Spruce           | -          | -          | -           | -          | -        | -      | -           | -          | -             | -             | -             | -             | -        | -      | -           | -          |
| E. Upson            | 35         | 1          | 9           | 0          | 1        | 0      | 0           | 0          | 2             | 1             | 1             | 0             | 38       | 2      | 10          | 0          |
| T. Widdrington      | -          | -          | -           | -          | -        | -      | -           | -          | -             | -             | -             | -             | -        | -      | -           | -          |
| J. Clarke-Harris    | 16         | 11         | 3           | 0          | -        | -      | -           | -          | -             | -             | -             | -             | 16       | 11     | 3           | 0          |
| A. Jakubiak         | 38         | 2          | 2           | 0          | -        | -      | -           | -          | -             | -             | -             | -             | 38       | 2      | 2           | 0          |
| R. Kavanagh         | -          | -          | -           | -          | -        | -      | -           | -          | -             | -             | -             | -             | -        | -      | -           | -          |
| B. Mensah           | 1          | 0          | 0           | 0          | -        | -      | -           | -          | -             | -             | -             | -             | 1        | 0      | 0           | 0          |
| D. Moore            | 1          | 0          | 0           | 0          | -        | -      | -           | -          | -             | -             | -             | -             | 1        | 0      | 0           | 0          |
| T. Nichols          | 36         | 1          | 4           | 0          | 2        | 1      | 1           | 0          | 1             | 0             | 0             | 0             | 39       | 2      | 5           | 0          |
| G. Reilly           | 30         | 4          | 1           | 0          | -        | -      | -           | -          | 1             | 0             | 0             | 0             | 31       | 4      | 1           | 0          |
| A. Rodman           | 27         | 5          | 2           | 0          | 1        | 0      | 0           | 0          | 2             | 0             | 0             | 0             | 30       | 5      | 2           | 0          |
| K. Bennett          | 19         | 0          | 1           | 0          | 2        | 0      | 0           | 0          | 2             | 1             | 1             | 0             | 23       | 1      | 2           | 0          |
| T. Broadbent        | 7          | 0          | 0           | 0          | -        | -      | -           | -          | 1             | 0             | 0             | 0             | 8        | 0      | 0           | 0          |
| J. Martin           | 10         | 1          | 0           | 1          | -        | -      | -           | -          | -             | -             | -             | -             | 10       | 1      | 0           | 1          |
| S. Payne            | 20         | 2          | 3           | 0          | 2        | 0      | 1           | 0          | 2             | 0             | 1             | 0             | 24       | 2      | 5           | 0          |